# NEVER END
《NEVER END》（永無止盡）是安室奈美惠以個人單獨名義在2000年7月12日發行的第17張單曲，小室哲哉為了同日的第26屆G20高峰會而創作的歌曲。

## 簡介
- 前內閣總理大臣小淵惠三委託小室所創作的歌曲，歌曲完成創作交把CD送贈當時的內閣總理大臣森喜朗。在峰會的歡迎派對中，於各國首腦前演唱了此曲。
- 安室於同年年底的「MUSIC STATION SUPER LIVE」壓軸演唱了本曲以及《think of me》。
- 連續第6年出席「NHK红白歌合戰」，於倒數第三輪的高位置出場演唱了本曲（對手為SMAP）。
- 2004年的亞洲巡迴演唱會『namie amuro Tour 2004 featuring BEST SINGLES in Taipei & in Seoul』壓軸演唱了本曲，並分別於台灣及韓國演唱了一小段國語與幾乎全曲80%的韓語。
- 發售了附送東京單軌電車記念車票的限定盤，收錄曲並沒有不同。
- PV中加入了手語的元素。

## 收錄曲
作詞・作曲・編曲：小室哲哉
1. NEVER END (Radio Edit)
2. NEVER END (Original Mix)
3. NEVER END (Chanpuru Mix)
4. NEVER END (Acappella)

## 關連DVD
- 「filmography」（DVD）
- 「181920 films + filmography」（DVD）
- 「BEST CLIPS」（DVD）